# Sound five
De Sound Five zijn vijf fictionele personages uit de anime- en mangaserie Naruto. Deze personages waren ninja's die een andere, jongere ninja (Uchiha Sasuke) naar hun stad Oto moesten begeleiden.

## Algemeen
De Sound Five (Otogakure no Shinobi Yonin Shū) waren Orochimarus persoonlijke bodyguards. Ze hebben allemaal een vervloekt zegel die ze extra kracht geeft (net zoals Uchiha Sasuke). De complete Sound Five is gedood door Naruto's vrienden en de Sand Siblings (Kankurou, Temari en Gaara uit de Hidden Sand Village) tijdens de Sasuke Retrieval arc. De groep bestond oorspronkelijk uit Jiroubou, Kidoumaru, Sakon & Ukon (tellen samen als een omdat hun lichamen kunnen versmelten dankzij hun Kekkai Genkai) en Tayuya. Het heette dan ook de Sound Four. Kaguya Kimimaro kwam er later bij, hij is sterker dan de hele Sound Four bij elkaar en veranderde de naam in Sound Five. De Sound Four zijn samen en apart getalenteerd in het creëren van barrières. Toen Orochimaru het gevecht aan ging met de Derde Hokage deden zij hun Four Violet Flames Battle Encampment (Shishienjin no Jutsu) om een barrière rond Orochimarus gevecht te maken zodat niemand er tussen kon komen. Hun doel was om Sasuke te vragen of hij met hen mee wilde gaan naar Orochimaru. Sasuke was op het moment heel kwaad omdat Naruto sterker was dan hij en hij sterk wilde zijn om ooit zijn broer te kunnen vermoorden, en ging na een kort gevecht op het voorstel in. De vier gebruikten hun Four Black Fog Formation Seal (Shikokumujin no Jutsu) om Sasuke in coma te brengen en op te sluiten in een soort trommel-kist. Sakon sloot toen de kist af met zijn Black Sealing Method (Fukoku Hoin no Jutsu). Toen ze op hun tocht naar Oto tussendoor rustten gebruikten ze hun Barrier Encampment Method (Kekkai Hōjin no Jutsu) om booby traps te plaatsen in een gebied om hen heen. Ieder lid van de Sound Four heeft een bepaalde windrichting die typerend voor hem of haar is.

## Jiroubou
Jiroubou (jiroubou = de tweede zoon, bou = priester) is het zuiden in de Sound Four. Hij is 14 jaar oud geworden. Jiroubou was wat brute kracht betrof de sterkste van de Sound Four, dat bewijst zijn talent om de aarde te gebruiken voor zijn technieken. Hij gebruikte Earth Release: Earth Mausoleum Dango (Doton: Doryū Dango no Jutsu) om de grond op te tillen en te gebruiken als wapen. Later gebruikte hij Earth Release Barrier: Dungeon Chamber of Nothingness (Doton Kekkai: Dorōdōmu) om een kooi van rotsen rond Neji, Kiba, Naruto, Shikamaru en Chouji te bouwen die op missie waren om Sasuke terug te brengen. Ze ontsnappen eruit en Chouji blijft achter om Jiroubou te bestrijden. In de strijd gebruikt Jiroubou de Rakanken vechtstijl, die gebaseerd is op enorme kracht en hard slaan. Op deze manier kan hij zijn vijanden met een of drie meppen vloeren. Chouji at de pillen van zijn clan om aan meer kracht te komen en Jiroubou activeerde zijn vervloekte zegel naar level 2. Nadat Chouji de laatste pil heeft geslikt krijgt hij enorme kracht en verschijnen er vlindervleugels op zijn rug. Met nog een keiharde, krachtige slag dood hij Jiroubou vervolgens. Jiroubou kan ook de aarde gebruiken om zich te verdedigen, zoals met Earth Release: Earth Shore Return (Doton: Doroku Gaeshi no Jutsu). Tayuya noemt hem altijd een dikzak, maar Jiroubou accepteert dat meestal wel. Jiroubou vindt Shikamaru een sukkel en zegt tegen Chouji dat Shikamaru hem expres heeft achtergelaten. Uiteindelijk wordt Chouji enorm boos omdat Jirobourou zij beste vriend beledigt. Hij slaat hem tegen de grond en doodt hem met een gigantische slag.

## Kidoumaru
Kidoumaru (kidou = een naam, ki = slecht, kwaad, dou = kind, maru = Japanse jongensnaam) is het oosten in de Sound Four. Hij is ook 14 jaar oud geworden. Kidoumaru was letterlijk de spin van de Sound Four, hij had zes armen en geen twee. Kidoumaru kan spinnenwebben maken en heeft ook een derde oog, wat hij normaal verborgen houdt achter zijn voorhoofdbeschermer. Hij is een tactische ninja die graag situaties en vijanden analyseert. Hyuuga Neji nam het tegen hem op terwijl de rest doorging achter Sasuke aan. Kidoumaru zegt Neji dat hij 'wel even twee minuten met hem zal spelen'. Met zijn Spider Bind (Kumo Shibari no Jutsu) kan hij spinnenwebben maken en mensen ermee vastplakken aan muren of bomen. Dit doet hij met Naruto, maar hij heeft enkel Kage Bunshins te pakken terwijl de echte Naruto er alweer vandoor is. Zijn Spider Web Flower (Kumo Soka no Jutsu) schiet verschillende spinnenwebben op zijn vijand af. Hyuuga Neji activeerde zijn Byakugan en kon zien waar de zwakke punten van de webben zaten. Hij sloeg ze doormidden en was hiermee een van de weinigen die deze aanval kon afweren. Kidoumaru gebruikt Spider Web Area (Kumo Sokei no Jutsu) om als een spin elke beweging in de omgeving te voelen. Kidoumaru's Spider Sticky Gold (Kumo Nenkin no Jutsu) geeft hem de kracht een web te maken dat goudkleurig is en steviger dan zijn reguliere web. Hij kan het ook gebruiken om zichzelf te verdedigen. Kidoumaru roept tijdens het gevecht met Neji ook een grote spin op met de oproeptechniek (Kuchiyose no Jutsu). Die spin laat duizenden spinnetjes omlaag, maar met zijn Byakugan zicht slaat Neji ze weg. Uiteindelijk dood Neji Kidoumaru doordat hij een fatale pijl van Kidoumaru's Spider War Bow niet kan ontwijken, hij kan alleen voorkomen dat de pijl zijn hart doorboort. Kidoumaru stuurde de pijl aan een touw precies in de dode hoek van de byakugan, de pijl doorboort Neji, maar is uiteindelijk net niet fataal. Neji schiet daarna al zijn resterende chakra door de draad, dat Kidoumaru in zijn mond vasthoudt, en vernietigt zo alle organen van Kidoumaru's verteringsstelsel. Kidoumaru sterft kort daarna aan inwendige bloedingen en Neji wordt net op tijd genezen.

## Sakon
Sakon (sa = rechts, kon = blauw) is het westen van de Sound Four. Hij is 14 jaar oud geworden. Sakon en zijn oudere broer Ukon hebben een speciaal soort Kekkai Genkai (familie eigenschap) waarmee ze hun eigen lichaam kunnen laten versmelten met dat van een ander. Het hoofd van Sakon of Ukon is dan te zien naast het hoofd van het lichaam waarin ze zijn versmolten. Ukon is het grootste deel van de tijd in Sakon versmolten, daarom tellen de twee als een persoon. Deze Kekkai Genkai is genaamd Attack of an Evil Spirit Pair (Soma no Ko). Sakon is volgens Orochimaru de beste van de Sound Four om zijn enorme kracht en snelheid. Sakon en Ukon kunnen apart van elkaar hun cursed seal activeren. Ze veranderen dan in een monster met enorme krachten. Kiba, Naruto en Shikamaru achtervolgen Tayuya en Sakon en raken in gevecht. Kiba en Sakon storten in een ravijn en raken in gevecht. Sakon gebruikt zijn oproeptechniek om een duivel op te roepen en uiteindelijk verslaat hij Kiba. Kiba verstopt zich in het bos, maar Ukon vindt hem (Kiba had hem niet geroken omdat Ukon Kiba's kleren aan had getrokken.). Ook Sakon komt erbij, maar Kankurou van de Hidden Village of Sand komt erbij en sluit Sakon en Ukon (overgesmolten in elkaar) op in zijn marionet Kuroari. Dan valt zijn andere marionet Karasu in delen uit elkaar en elk deel wordt een mes, die zich in de openingen in Kuroari steekt. Sakon en Ukon zijn gedood.

## Ukon
Ukon (u = links, kon = blauw) is omdat hij samen met Sakon als een persoon telt, eveneens het westen van de Sound Four. Hij is ook 14 jaar oud geworden en is de oudere broer van Sakon. Voor Ukon geldt hetzelfde verhaal als voor Sakon, omdat ze in de serie nooit van elkaars zijde wijken.

## Tayuya
Tayuya (ta = een reden, yu = frequentie, ya = klassiek zijn) is het noorden van de Sound Four. Ze is de enige kunoichi in de Sound Four, en ook de enige die daadwerkelijk geluid als wapen gebruikt. Ze is 14 jaar geworden. Naruto en Shikamaru zaten achter haar aan terwijl ze de kist met Sasuke erin zo snel mogelijk naar Orochimaru probeerde te brengen. Kaguya Kimimaro kwam haar aflossen en nam de kist over. Tayuya wilde Naruto en Shikamaru doden, maar Naruto ging achter Kimimaro aan en Tayuya stond tegenover Shikamaru. Tayuya staat bekend om haar grote mond en grove taalgebruik, maar ook om haar talent. Ze gebruikt een fluit voor haar technieken waarmee ze ook drie duivels kan oproepen, die ze bestuurt met de fluit. Dat doet ze met de zogenaamde Demon Flute: Illusionary Warriors Manipulating Melody (Mateki: Genbusō Kyoku no Jutsu). Als de demonen geen effect hebben, gebruikt ze haar War of Evil Men (Makyō no Ran no Jutsu) waarmee ze met haar fluit haar tegenstanders verwart. Vervolgens doet ze haar Demonic Flute: Dream Sound Chain (Mateki: Mugen'onsa no Jutsu). Dat is een genjutsu (hypnose techniek). Ze lijkt Shikamaru te gaan verslaan, totdat Temari van de Hidden Village of Sand opduikt om Shikamaru te beschermen. Ze snijdt het woud doormidden met Tayuya erbij, en Tayuya sterft.

## Kaguya Kimimaro
Kimimaro was de sterkste van de Sound Four en veranderde de naam in Sound Five. Naruto achtervolgde hem en raakte met hem in gevecht, maar Sasuke ontsnapte ondertussen. Naruto ging achter Sasuke aan terwijl Rock Lee, een vriend van Naruto uit dezelfde stad, Kimimaro voor zijn rekening nam. Later kwam Sabaku no Gaara van de Hidden Village of Sand erbij om Lee te redden en ging in de plaats van Lee vechten tegen Kimimaro. Gaara stond een poosje aan de winnende kant, maar uiteindelijk activeerde Kimimaro level 2 van zijn cursed seal. Kimimaro had in deze staat Gaara en Rock Lee bijna geëlimineerd, maar Kimimaro stierf door zijn ziekte.